# WTA German Open 1999
Il WTA German Open 1999 è stato un torneo di tennis giocato sulla terra rossa.
È stata la 87ª edizione del German Open, che fa parte della categoria Tier I nell'ambito del WTA Tour 1999.
Si è giocato al Rot-Weiss Tennis Club di Berlino in Germania dal 10 al 16 maggio 1999.

## Campionesse

### Singolare
Martina Hingis ha battuto in finale  Julie Halard-Decugis con il punteggio di 6–0, 6–1.

### Doppio
Alexandra Fusai  /  Nathalie Tauziat hanno battuto in finale  Jana Novotná /  Patricia Tarabini con il punteggio di 6–3, 7–5.